# 李兴镇
李兴镇，是中华人民共和国安徽省阜阳市太和县下辖的一个乡镇级行政单位。

## 行政区划
李兴镇下辖以下地区：
李兴社区、程庄村、范寨村、范庄埠村、昝寨村、谢庄村、徐老家村、谢寨村、大谢村、二郎村、谢千村和张楼村。

## 特产
李兴桔梗：中国地理标志产品。